# Dżudżil
Dżudżil (pers. جوجيل) – miejscowość w Iranie, w ostanie Isfahan. W 2006 roku  liczyła 4965 mieszkańców w 1213 rodzinach.